# 보이쳐
보이쳐(Voiture)는 1996년 결성된 대한민국의 혼성 5인조 아카펠라 음악 그룹이다.

## 멤버
- 신효선 - 소프라노
- 이정은 - 알토
- 강기문 - 카운터테너, 보컬 퍼커션
- 김민수 - 테너 리더
- 김원종 - 베이스

## 역사
- 1996년 남성 5인조 아카펠라 그룹으로 활동 시작. 그해 말 혼성 그룹으로 멤버 교체
- 1999년
  - MBC 라디오 이문세의 두시의 데이트 팝 콘테스트 대상 수상
- 2003년
  - 11월 21일 첫 싱글 앨범 발표
  - 12월 15일 유니세프 친선 아카펠라 그룹 임명
- 2004년
  - 영화 S다이어리 OST 참여
  - 쎄스코 TV CF 녹음 "라쿠카라챠"
- 2005년
  - 한국전기안전공사 공익 광고 출연
  - 김현성 6집 '첫인상' 피처링
  - KBS 드라마 부모님 전상서 우정출연
  - 영화 연애술사 OST 3곡 참여
- 2006년
  - MBC '김동률의 포유' 출연
  - EBS 스페이스 공감 '아카펠라 페스티발' 오프닝 단독 공연
  - SBS 드라마 '101번째 프로포즈' 주제가 "내게도 사랑이" 녹음
  - 데시앙 아파트 TV CF 녹음
  - 인크루트 라디오 CF (http://www.incruit.com/cf/asx/incruit_radio_200608.wax%5B깨진+링크(과거+내용+찾기)%5D) 녹음
  - CYON 아카펠라폰 CF 녹음
  - 연극 '날개없는천사' 배경음악 전곡 참여
- 2009년
  - 11월 21일 스타킹 출연